# PGC 1847617
LEDA/PGC 1847617 ist eine Galaxie im Sternbild Haar der Berenike am Nordsternhimmel. Sie ist schätzungsweise 667 Millionen Lichtjahre von der Milchstraße entfernt und hat einen Durchmesser von etwa 70.000 Lichtjahren. Vom Sonnensystem aus entfernt sich das Objekt mit einer errechneten Radialgeschwindigkeit von näherungsweise 14.900 Kilometern pro Sekunde.
Im selben Himmelsareal befinden sich unter anderem die Galaxien NGC 4448, IC 3441, PGC 1843133, PGC 1847234.